# لائوتسه ۷۸۵۴
سیارک ۷۸۵۴ (به انگلیسی: 7854 Laotse، نامگذاری:1076T-3) هفت هزار و هشتصد و پنجاه و چهارمین سیارک کشف شده‌است که در ۱۷ اکتبر ۱۹۷۷ کشف شد.
قدر مطلق سیارک برابر ۱۴٫۳۰ است.